# Ваља Икландулуј (Муреш)
Ваља Икландулуј (рум. Valea Iclandului) насеље је у Румунији у округу Муреш у општини Икланзел. Oпштина се налази на надморској висини од 312 m.

## Становништво
Према подацима из 2002. године у насељу је живело 19 становника, од којих су сви румунске националности.